# Sorry, Wrong Number
Sorry, Wrong Number is een Amerikaanse film noir uit 1948 onder regie van Anatole Litvak.

## Verhaal
Leona is zwaar ziek. Op een nacht neemt ze de telefoonhoorn op en hoort bij toeval een gesprek tussen twee mannen die een moord voorbereiden. Ze tracht te weten te komen wie het slachtoffer is, zodat ze de moord kan verhinderen.

## Rolverdeling
| Acteur           | Personage            |
| ---------------- | -------------------- |
| Barbara Stanwyck | Leona Stevenson      |
| Burt Lancaster   | Henry J. Stevenson   |
| Ann Richards     | Sally Hunt Lord      |
| Wendell Corey    | Dr. Philip Alexander |
| Harold Vermilyea | Waldo Evans          |
| Ed Begley        | J.B. Cotterell       |
| Leif Erickson    | Fred Lord            |
| William Conrad   | Morano               |
| John Bromfield   | Joe                  |
| Jimmy Hunt       | Peter Lord           |
| Dorothy Neumann  | Elizabeth Jennings   |
| Paul Fierro      | Harpootlian          |